# Wisła Płock (piłka nożna) w sezonie 2008/2009
| Wisła Płock w sezonie 2008/2009                                                                 | Wisła Płock w sezonie 2008/2009                                                         |
| ----------------------------------------------------------------------------------------------- | --------------------------------------------------------------------------------------- |
| Trener                                                                                          | Mirosław Jabłoński (do 10 XI 2008) Piotr Szczechowicz (do 17 IV 2009) Włodzimierz Tylak |
| Miejsce                                                                                         | 9. 47 pkt                                                                               |
| Puchar Polski                                                                                   | 1/16 finału                                                                             |
| Strzelcy                                                                                        | Liga: Kamil Majkowski, Adrian Mierzejewski (5) Puchar Polski: Adrian Mierzejewski (3)   |
| {\displaystyle \leftarrow } Poprzedni sezon Następny sezon {\displaystyle \to } 2007/08 2009/10 |                                                                                         |

## Kadra

### runda jesienna
| Nr         | Kraj       | Zawodnik                           | Poprzedni klub           |
| Bramkarze  | Bramkarze  | Bramkarze                          | Bramkarze                |
| ---------- | ---------- | ---------------------------------- | ------------------------ |
| 1          | Polska     | Artur Melon                        | Miedź Legnica            |
| 21         | Polska     | Robert Gubiec                      | AS Ródos                 |
| 25         | Polska     | Łukasz Skowron                     | wychowanek               |
| Obrońcy    |            |                                    |                          |
| –          | Polska     | Marcin Dettlaff                    | Kmita Zabierzów          |
| 2          | Czarnogóra | Žarko Belada                       | Mogren Budva             |
| 3          | Polska     | Rafał Lasocki                      | Mazowsze Płock           |
| 4          | Czarnogóra | Nikola Mihailović                  | OFK Petrovac             |
| 7          | Polska     | Artur Wyczałkowski                 | Widzew Łódź              |
| 16         | Polska     | Sławomir Jarczyk                   | Górnik Zabrze            |
| 20         | Polska     | Mateusz Żytko                      | KGHM Zagłębie Lubin      |
| 26         | Polska     | Jacek Wiśniewski                   | Cracovia                 |
| –          | Polska     | Maksymilian Rogalski (wypożyczony) | Raków Częstochowa        |
| Pomocnicy  |            |                                    |                          |
| –          | Polska     | Daniel Mitura                      | wychowanek               |
| 5          | Polska     | Bartłomiej Sielewski               | Mazowsze Płock           |
| 6          | Polska     | Adrian Mierzejewski                | Zagłębie Sosnowiec       |
| 10         | Polska     | Ireneusz Kowalski                  | ŁKS Łódź                 |
| 11         | Polska     | Maciej Wyszogrodzki                | Pelikan Łowicz           |
| 16         | Polska     | Łukasz Grzeszczyk                  | Znicz Pruszków           |
| 18         | Polska     | Jarosław Krzyżanowski              | Miedź Legnica            |
| 23         | Polska     | Robert Chwastek                    | GKS Bełchatów            |
| 27         | Polska     | Michał Brynkiewicz                 | UKS SMS Łódź             |
| Napastnicy |            |                                    |                          |
| 9          | Polska     | Kamil Majkowski                    | Legia Warszawa           |
| 12         | Polska     | Tomasz Grudzień                    | Stegny Wyszogród         |
| 14         | Serbia     | Marjan Jugović                     | Mladost Lučani           |
| 15         | Polska     | Bartosz Wiśniewski                 | Znicz Pruszków           |
| 17         | Polska     | Karol Gregorek                     | Cracovia                 |
| 22         | Polska     | Kamil Gęśla                        | Stal Stalowa Wola        |
| 23         | Polska     | Robert Styranowski                 | Ruch Wysokie Mazowieckie |

### runda wiosenna
| Nr         | Kraj      | Zawodnik              | Poprzedni klub           |
| Bramkarze  | Bramkarze | Bramkarze             | Bramkarze                |
| ---------- | --------- | --------------------- | ------------------------ |
| –          | Polska    | Mariusz Bekas         | Warta Poznań             |
| 1          | Polska    | Artur Melon           | Miedź Legnica            |
| 21         | Polska    | Łukasz Malec          | Gawin/Ślęza Wrocław      |
| 25         | Polska    | Łukasz Skowron        | wychowanek               |
| Obrońcy    |           |                       |                          |
| –          | Polska    | Marcin Dettlaff       | Kmita Zabierzów          |
| 2          | Polska    | Przemysław Szabat     | Wisła Kraków             |
| 3          | Polska    | Rafał Lasocki         | Mazowsze Płock           |
| 4          | Polska    | Mariusz Ragaman       | Warta Poznań             |
| 7          | Polska    | Artur Wyczałkowski    | Widzew Łódź              |
| 9          | Polska    | Robert Chwastek       | GKS Bełchatów            |
| 16         | Polska    | Sławomir Jarczyk      | Górnik Zabrze            |
| 20         | Polska    | Mateusz Żytko         | KGHM Zagłębie Lubin      |
| 24         | Polska    | Jacek Moryc           | Polonia Warszawa         |
| Pomocnicy  |           |                       |                          |
| –          | Polska    | Mariusz Marczak       | Jagiellonia Białystok    |
| –          | Polska    | Daniel Mitura         | wychowanek               |
| –          | Polska    | Marcin Olejniczak     | Sokół Aleksandrów Łódzki |
| 5          | Polska    | Bartłomiej Sielewski  | Mazowsze Płock           |
| 6          | Polska    | Adam Majewski         | Zawisza Bydgoszcz        |
| 10         | Polska    | Ireneusz Kowalski     | ŁKS Łódź                 |
| 11         | Polska    | Maciej Wyszogrodzki   | Pelikan Łowicz           |
| 16         | Polska    | Janusz Iwanicki       | Motor Lublin             |
| 18         | Polska    | Jarosław Krzyżanowski | Miedź Legnica            |
| 19         | Polska    | Damian Adamczyk       | wychowanek               |
| 27         | Polska    | Michał Brynkiewicz    | UKS SMS Łódź             |
| Napastnicy |           |                       |                          |
| 8          | Polska    | Bartosz Wiśniewski    | Znicz Pruszków           |
| 12         | Polska    | Tomasz Grudzień       | Stegny Wyszogród         |
| 13         | Polska    | Krzysztof Wierzba     | GLKS Nadarzyn            |
| 14         | Polska    | Karol Gregorek        | Cracovia                 |
| 17         | Polska    | Łukasz Sekulski       | Stoczniowiec Płock       |
| 22         | Polska    | Kamil Gęśla           | Stal Stalowa Wola        |
| 26         | Polska    | Mariusz Solecki       | Dolcan Ząbki             |

## Mecze

### I liga

#### runda jesienna
| Kolejka | Data             | Przeciwnik                 | Dom/wyjazd | Wynik | Bramki                                                                                                   |
| ------- | ---------------- | -------------------------- | ---------- | ----- | --- |
| 1       | 26.07.2008 17:00 | Podbeskidzie Bielsko-Biała | W          | 0:3*  | walkower                                                                                                 |
| 2       | 02.08.2008 18:00 | GKS Jastrzębie             | D          | 2:2   | Jacek Wiśniewski 10', Adrian Mierzejewski 29'                                                            |
| 3       | 06.08.2008 17:00 | Tur Turek                  | W          | 1:1   | Mateusz Żytko 2'                                                                                         |
| 4       | 09.08.2008 20:00 | GKS Katowice               | D          | 3:1   | Mateusz Żytko 28', Kamil Majkowski 67', Tomasz Grudzień 90'                                              |
| 5       | 16.08.2008 20:00 | Znicz Pruszków             | D          | 2:1   | Žarko Belada 42', Adrian Mierzejewski 45' – karny                                                        |
| 6       | 22.08.2008 17:00 | Kmita Zabierzów            | W          | 1:0   | Kamil Gęśla 55'                                                                                          |
| 7       | 30.08.2008 19:00 | Odra Opole                 | D          | 2:2   | Kamil Gęśla 41', Łukasz Ganowicz 64' – sam.                                                              |
| 8       | 03.09.2008 16:00 | Warta Poznań               | W          | 2:3   | Łukasz Grzeszczyk 19', Bartosz Wiśniewski 68'                                                            |
| 9       | 07.09.2008 18:00 | Motor Lublin               | D          | 1:0   | Kamil Gęśla 58'                                                                                          |
| 10      | 13.09.2008 19:00 | Korona Kielce              | W          | 0:2   | brak |
| 11      | 20.09.2008 18:00 | Zagłębie Lubin             | D          | 1:0   | Bartłomiej Sielewski 90'                                                                                 |
| 12      | 27.09.2008 16:00 | Flota Świnoujście          | W          | 1:4   | Adrian Mierzejewski 86' – karny                                                                          |
| 13      | 04.10.2008 18:00 | Dolcan Ząbki               | D          | 0:1   | brak |
| 14      | 08.10.2008 15:00 | GKP Gorzów Wielkopolski    | W          | 5:0   | Marjan Jugović 4', Maciej Wyszogrodzki 39', Kamil Majkowski 64', Marjan Jugović 84', Kamil Majkowski 87' |
| 15      | 12.10.2008 17:00 | Górnik Łęczna              | D          | 1:0   | Marjan Jugović 24'                                                                                       |
| 16      | 19.10.2008 14:40 | Widzew Łódź (piłka nożna)  | W          | 2:2   | Kamil Majkowski 90', Adrian Mierzejewski 90'                                                             |
| 17      | 25.10.2008 17:00 | Stal Stalowa Wola          | D          | 2:2   | Adrian Mierzejewski 47', Kamil Majkowski 89'                                                             |

#### runda wiosenna
| Kolejka | Data             | Przeciwnik                 | Dom/wyjazd | Wynik | Bramki                                                    |
| ------- | ---------------- | -------------------------- | ---------- | ----- | --------------------------------------------------------- |
| 18      | 09.11.2008 14:40 | Podbeskidzie Bielsko-Biała | D          | 0:3   | brak                                                      |
| 19      | 15.11.2008 16:00 | GKS Jastrzębie             | W          | 2:0   | Mateusz Żytko 23' – karny, Mateusz Żytko 55' – karny      |
| 20      | 14.03.2009 16:00 | Tur Turek                  | D          | 2:0   | Sławomir Jarczyk 18', Karol Gregorek 49'                  |
| 21      | 21.03.2009 12:00 | GKS Katowice               | W          | 1:1   | Karol Gregorek 55'                                        |
| 22      | 29.03.2009 18:00 | Znicz Pruszków             | W          | 1:2   | Karol Gregorek 40'                                        |
| 23      | 04.04.2009       | Kmita Zabierzów            | D          | 3:0** | walkower                                                  |
| 24      | 11.04.2009 15:00 | Odra Opole                 | W          | 1:0   | Karol Gregorek 62'                                        |
| 25      | 18.04.2009 17:00 | Warta Poznań               | D          | 0:1   | brak                                                      |
| 26      | 22.04.2009 17:00 | Motor Lublin               | W          | 1:2   | Robert Chwastek 50'                                       |
| 27      | 26.04.2009 15:30 | Korona Kielce              | D          | 2:1   | Bartosz Wiśniewski 2', Przemysław Szabat 64'              |
| 28      | 02.05.2009 18:15 | Zagłębie Lubin             | W          | 0:1   | brak                                                      |
| 29      | 10.05.2009 19:50 | Flota Świnoujście          | D          | 1:2   | Bartłomiej Sielewski 90'                                  |
| 30      | 13.05.2009 17:00 | Dolcan Ząbki               | W          | 0:1   | brak                                                      |
| 31      | 17.05.2009 12:00 | GKP Gorzów Wielkopolski    | D          | 3:2   | Tomasz Grudzień 48', Kamil Gęśla 79', Tomasz Grudzień 83' |
| 32      | 23.05.2009 17:00 | Górnik Łęczna              | W          | 1:1   | Mariusz Solecki 48'                                       |
| 33      | 30.05.2009 17:00 | Widzew Łódź                | D          | 1:2   | Maciej Wyszogrodzki 22'                                   |
| 34      | 06.06.2009 17:30 | Stal Stalowa Wola          | W          | 0:0   | brak                                                      |

* walkower 3:0 dla Podbeskidzia z powodu występu nieuprawnionego zawodnika – Žarko Belady. Na boisku padł wynik 1:0.

** walkower 3:0 dla Wisły Płock z powodu wycofania się Kmity Zabierze po rundzie jesiennej.

### Puchar Polski
| Runda   | Data             | Przeciwnik     | Dom/wyjazd | Wynik    | Bramki |
| ------- | ---------------- | -------------- | ---------- | -------- | --- |
| I r. PP | 27.08.2008 17:00 | ŁKS Łomża      | D          | 8:0      | Ireneusz Kowalski 5',Łukasz Grzeszczyk 9' Tomasz Grudzień 25', Sławomir Jarczyk 29', Tomasz Grudzień 32', Adrian Mierzejewski 50' – karny, Adrian Mierzejewski 55'Adrian Mierzejewski 88' |
| 1/16 PP | 23.09.2008 20:00 | Legia Warszawa | D          | 1:2 dog. | Bartosz Wiśniewski 21' |

## Strzelcy
| Liga | PP | Zawodnik             |
| ---- | -- | -------------------- |
| 5    | 0  | Kamil Majkowski      |
| 5    | 3  | Adrian Mierzejewski  |
| 4    | 0  | Kamil Gęśla          |
| 4    | 0  | Karol Gregorek       |
| 4    | 0  | Mateusz Żytko        |
| 3    | 2  | Tomasz Grudzień      |
| 3    | 0  | Marjan Jugović       |
| 2    | 0  | Bartłomiej Sielewski |
| 2    | 1  | Bartosz Wiśniewski   |
| 2    | 0  | Maciej Wyszogrodzki  |
| 1    | 0  | Žarko Belada         |
| 1    | 0  | Robert Chwastek      |
| 1    | 1  | Łukasz Grzeszczyk    |
| 1    | 1  | Sławomir Jarczyk     |
| 1    | 0  | Mariusz Solecki      |
| 1    | 0  | Przemysław Szabat    |
| 1    | 0  | Jacek Wiśniewski     |
| 0    | 1  | Ireneusz Kowalski    |

## Tabela
| Lp. | Klub                       | Mecze | Zwycięstwa | Remisy | Porażki | Bramki zdobyte | Bramki stracone | Różnica | Punkty |
| --- | -------------------------- | ----- | ---------- | ------ | ------- | -------------- | --------------- | ------- | ------ |
| 1   | Widzew Łódź                | 34    | 21         | 9      | 4       | 55             | 23              | +23     | 72     |
| 2   | Zagłębie Lubin             | 34    | 21         | 6      | 7       | 68             | 33              | +35     | 69     |
| 3   | Korona Kielce              | 34    | 18         | 7      | 9       | 51             | 37              | +14     | 61     |
| 4   | Podbeskidzie Bielsko-Biała | 34    | 17         | 8      | 9       | 60             | 29              | +31     | 59     |
| 5   | Górnik Łęczna              | 34    | 16         | 9      | 9       | 45             | 36              | +9      | 57     |
| 6   | Znicz Pruszków             | 34    | 16         | 7      | 11      | 42             | 29              | +13     | 55     |
| 7   | Flota Świnoujście          | 34    | 16         | 5      | 13      | 43             | 37              | +6      | 53     |
| 8   | Dolcan Ząbki               | 34    | 14         | 7      | 13      | 35             | 31              | +4      | 49     |
| 9   | Wisła Płock                | 34    | 13         | 8      | 13      | 45             | 43              | +2      | 47     |
| 10  | Warta Poznań               | 34    | 13         | 7      | 14      | 44             | 454             | -1      | 46     |
| 11  | GKS Katowice               | 34    | 11         | 11     | 12      | 37             | 42              | -5      | 44     |
| 12  | Stal Stalowa Wola          | 34    | 11         | 10     | 13      | 33             | 34              | -1      | 43     |
| 13  | GKS Jastrzębie             | 34    | 11         | 8      | 15      | 37             | 48              | -11     | 41     |
| 14  | GKP Gorzów Wielkopolski    | 34    | 9          | 9      | 16      | 39             | 54              | -15     | 36     |
| 15  | Motor Lublin               | 34    | 6          | 14     | 14      | 21             | 36              | -15     | 32     |
| 16  | Tur Turek                  | 34    | 6          | 12     | 16      | 29             | 56              | -27     | 30     |
| 17  | Odra Opole                 | 34    | 6          | 7      | 21      | 22             | 51              | -29     | 25     |
| 18  | Kmita Zabierzów            | 34    | 3          | 12     | 19      | 11             | 57              | -46     | 21     |

|  | Awans do Ekstraklasy |
|  | Baraż o Ekstraklasę  |
|  | Baraże o I ligę      |
|  | Spadek do II ligi    |
|  | Spadek do III ligi   |

UWAGA:
1. Widzew Łódź został ukarany za korupcję karą degradacji. W związku z tym nowy sezon rozpocznie w I lidze, a Korona Kielce uzyska bezpośredni awans bez konieczności rozgrywania baraży o grę w Ekstraklasie.
2. Kmita Zabierzów wycofała się z rozgrywek po rundzie jesiennej.
3. GKS Jastrzębie nie uzyskał licencji na grę w I lidze w sezonie 2009/2010. Jego miejsce zajmie Motor Lublin

## Transfery

### runda jesienna
- Przyszli: Žarko Belada (Mogren Budva), Michał Brynkiewicz (UKS SMS Łódź), Robert Chwastek (GKS Bełchatów), Kamil Gęśla (Stal Stalowa Wola), Karol Gregorek (Cracovia), Tomasz Grudzień (Stegny Wyszogród), Łukasz Grzeszczyk (Znicz Pruszków), Robert Gubiec (AS Ródos), Marjan Jugović (Mladost Lučani), Kamil Majkowski (Legia Warszawa), Artur Melon (Miedź Legnica), Nikola Mihailović (OFK Petrovac), Maciej Wyszogrodzki (Pelikan Łowicz)

- Odeszli: Łukasz Adamski (ŁKS Łomża), Robert Binkowski (Pogoń Szczecin), Wahan Geworgian (ŁKS Łódź), Krzysztof Kretkowski (AÓ Aías Salamínas), Tomasz Łuba (ŁKS Łomża), Sławomir Peszko (Lech Poznań), Paweł Posmyk (Pogoń Szczecin), Łukasz Radliński (Warta Poznań), Paweł Sobczak (GKS Katowice), Damian Staniszewski (AÓ Aías Salamínas), Krzysztof Strugarek (Warta Poznań), Paweł Tomczyk (Górnik Łęczna), Dariusz Zawadzki (Kmita Zabierzów)

### runda wiosenna
- Przyszli: Janusz Iwanicki (Motor Lublin), Marcin Olejniczak (Sokół Aleksandrów Łódzki), Krzysztof Wierzba (GLKS Nadarzyn), Przemysław Szabat (Wisła Kraków), Jacek Moryc (Polonia Warszawa), Łukasz Malec (Gawin/Ślęza Wrocław), Marcin Dettlaff (rezerwy), Mariusz Ragaman (Warta Poznań), Damian Adamczyk (junior), Mariusz Solecki (Dolcan Ząbki), Adam Majewski (wznowienia kariery)

- Odeszli: Robert Gubiec (brak klubu), Žarko Belada (Mogren Budva), Nikola Mihailović (FK Dečić), Maksymilian Rogalski (Raków Częstochowa), Jacek Wiśniewski (GKS Jastrzębie), Łukasz Grzeszczyk (Widzew Łódź), Adrian Mierzejewski (Polonia Warszawa), Marjan Jugović (Polonia Bytom), Kamil Majkowski (Legia Warszawa)

## Bilans zawodników

### po rundzie jesiennej
Bilans zawodników dotyczy wszystkich meczów rozegranych podczas rundy jesiennej tj. I ligi i Pucharu Polski.

UWAGA: w rundzie jesiennej rozegrano awansem 2 kolejki (18 i 19), co nie zostało uwzględnione w tym zestawieniu
| Imię i nazwisko       | Czas | M. pełne | M. z ławki | M. łącznie | Karne wykorz. | Karne niewykorz. | Żółte kartki | Czerwone kartki |
| --------------------- | ---- | -------- | ---------- | ---------- | ------------- | ---------------- | ------------ | --------------- |
| Žarko Belada          | 1055 | 11       | 0          | 12         | 0             | 0                | 4            | 0               |
| Michał Brynkiewicz    | 116  | 1        | 2          | 3          | 0             | 0                | 0            | 0               |
| Robert Chwastek       | 1380 | 15       | 0          | 15         | 0             | 0                | 0            | 0               |
| Kamil Gęśla           | 820  | 2        | 6          | 15         | 0             | 0                | 3            | 0               |
| Karol Gregorek        | 494  | 1        | 5          | 11         | 0             | 0                | 1            | 0               |
| Tomasz Grudzień       | 514  | 2        | 12         | 16         | 0             | 0                | 0            | 0               |
| Łukasz Grzeszczyk     | 1401 | 11       | 0          | 17         | 0             | 0                | 2            | 1               |
| Robert Gubiec         | 810  | 9        | 0          | 9          | 0             | 0                | 0            | 0               |
| Sławomir Jarczyk      | 1602 | 16       | 0          | 18         | 0             | 0                | 6            | 1               |
| Marjan Jugović        | 402  | 3        | 1          | 6          | 0             | 0                | 1            | 0               |
| Ireneusz Kowalski     | 1185 | 9        | 3          | 15         | 0             | 0                | 2            | 1               |
| Jarosław Krzyżanowski | 259  | 1        | 0          | 4          | 0             | 0                | 0            | 0               |
| Rafał Lasocki         | 156  | 1        | 0          | 2          | 0             | 0                | 0            | 0               |
| Kamil Majkowski       | 1239 | 6        | 5          | 18         | 0             | 0                | 1            | 0               |
| Artur Melon           | 930  | 10       | 0          | 10         | 0             | 0                | 0            | 0               |
| Adrian Mierzejewski   | 1517 | 11       | 1          | 18         | 3             | 2                | 5            | 0               |
| Nikola Mihailović     | 492  | 5        | 2          | 7          | 0             | 0                | 2            | 0               |
| Maksymilian Rogalski  | 180  | 1        | 2          | 3          | 0             | 0                | 0            | 0               |
| Bartłomiej Sielewski  | 858  | 8        | 3          | 12         | 0             | 0                | 1            | 0               |
| Bartosz Wiśniewski    | 1259 | 11       | 4          | 17         | 0             | 0                | 1            | 0               |
| Jacek Wiśniewski      | 436  | 3        | 0          | 6          | 0             | 0                | 1            | 0               |
| Maciej Wyszogrodzki   | 515  | 1        | 6          | 11         | 0             | 0                | 1            | 0               |
| Mateusz Żytko         | 1455 | 14       | 1          | 17         | 0             | 0                | 4            | 1               |

### po rundzie wiosennej
Bilans zawodników dotyczy wszystkich meczów rozegranych w trakcie sezonu tj. I ligi i Pucharu Polski.

| Imię i nazwisko       | Czas | M. pełne | M. z ławki | M. łącznie | Karne wykorz. | Karne niewykorz. | Żółte kartki | Czerwone kartki |
| --------------------- | ---- | -------- | ---------- | ---------- | ------------- | ---------------- | ------------ | --------------- |
| Damian Adamczyk       | 24   | 0        | 2          | 2          | 0             | 0                | 0            | 0               |
| Mariusz Bekas         | 90   | 1        | 0          | 1          | 0             | 0                | 0            | 0               |
| Žarko Belada          | 1055 | 11       | 0          | 12         | 0             | 0                | 4            | 0               |
| Michał Brynkiewicz    | 116  | 1        | 2          | 3          | 0             | 0                | 0            | 0               |
| Robert Chwastek       | 2551 | 25       | 0          | 29         | 0             | 0                | 0            | 0               |
| Marcin Dettlaff       | 32   | 0        | 1          | 1          | 0             | 0                | 0            | 0               |
| Kamil Gęśla           | 1165 | 3        | 13         | 25         | 0             | 0                | 3            | 0               |
| Karol Gregorek        | 1138 | 6        | 6          | 19         | 0             | 0                | 4            | 0               |
| Tomasz Grudzień       | 1392 | 5        | 14         | 28         | 0             | 0                | 1            | 0               |
| Łukasz Grzeszczyk     | 1401 | 12       | 0          | 18         | 0             | 0                | 2            | 1               |
| Robert Gubiec         | 900  | 10       | 0          | 10         | 0             | 0                | 0            | 0               |
| Janusz Iwanicki       | 566  | 2        | 6          | 12         | 0             | 0                | 0            | 0               |
| Sławomir Jarczyk      | 2756 | 28       | 0          | 31         | 0             | 0                | 9            | 1               |
| Marjan Jugović        | 468  | 3        | 2          | 8          | 0             | 0                | 1            | 0               |
| Ireneusz Kowalski     | 2055 | 17       | 3          | 25         | 0             | 0                | 2            | 1               |
| Jarosław Krzyżanowski | 868  | 7        | 0          | 11         | 0             | 0                | 1            | 0               |
| Rafał Lasocki         | 156  | 1        | 0          | 2          | 0             | 0                | 0            | 0               |
| Adam Majewski         | 693  | 7        | 2          | 9          | 0             | 0                | 1            | 0               |
| Kamil Majkowski       | 1410 | 7        | 5          | 20         | 0             | 0                | 1            | 0               |
| Artur Melon           | 2100 | 23       | 0          | 23         | 0             | 0                | 2            | 0               |
| Adrian Mierzejewski   | 1581 | 11       | 3          | 20         | 3             | 2                | 5            | 0               |
| Nikola Mihailović     | 672  | 7        | 2          | 9          | 0             | 0                | 2            | 0               |
| Daniel Mitura         | 104  | 0        | 1          | 3          | 0             | 0                | 0            | 0               |
| Jacek Moryc           | 500  | 4        | 0          | 6          | 0             | 0                | 0            | 0               |
| Marcin Olejniczak     | 73   | 0        | 0          | 1          | 0             | 0                | 0            | 0               |
| Mariusz Ragaman       | 485  | 3        | 3          | 8          | 0             | 0                | 2            | 0               |
| Maksymilian Rogalski  | 180  | 1        | 2          | 3          | 0             | 0                | 0            | 0               |
| Łukasz Sekulski       | 67   | 0        | 4          | 4          | 0             | 0                | 0            | 0               |
| Bartłomiej Sielewski  | 2041 | 20       | 5          | 27         | 0             | 0                | 5            | 0               |
| Mariusz Solecki       | 556  | 3        | 3          | 9          | 0             | 0                | 0            | 0               |
| Przemysław Szabat     | 337  | 4        | 2          | 6          | 0             | 0                | 2            | 0               |
| Krzysztof Wierzba     | 38   | 0        | 2          | 2          | 0             | 0                | 5            | 0               |
| Bartosz Wiśniewski    | 2090 | 16       | 6          | 29         | 0             | 0                | 3            | 0               |
| Jacek Wiśniewski      | 466  | 3        | 2          | 8          | 0             | 0                | 1            | 0               |
| Artur Wyczałkowski    | 871  | 9        | 0          | 10         | 0             | 0                | 2            | 0               |
| Maciej Wyszogrodzki   | 1112 | 4        | 9          | 21         | 0             | 0                | 3            | 0               |
| Mateusz Żytko         | 2586 | 25       | 1          | 30         | 2             | 0                | 5            | 1               |